# التاريخ الديموغرافي للقدس

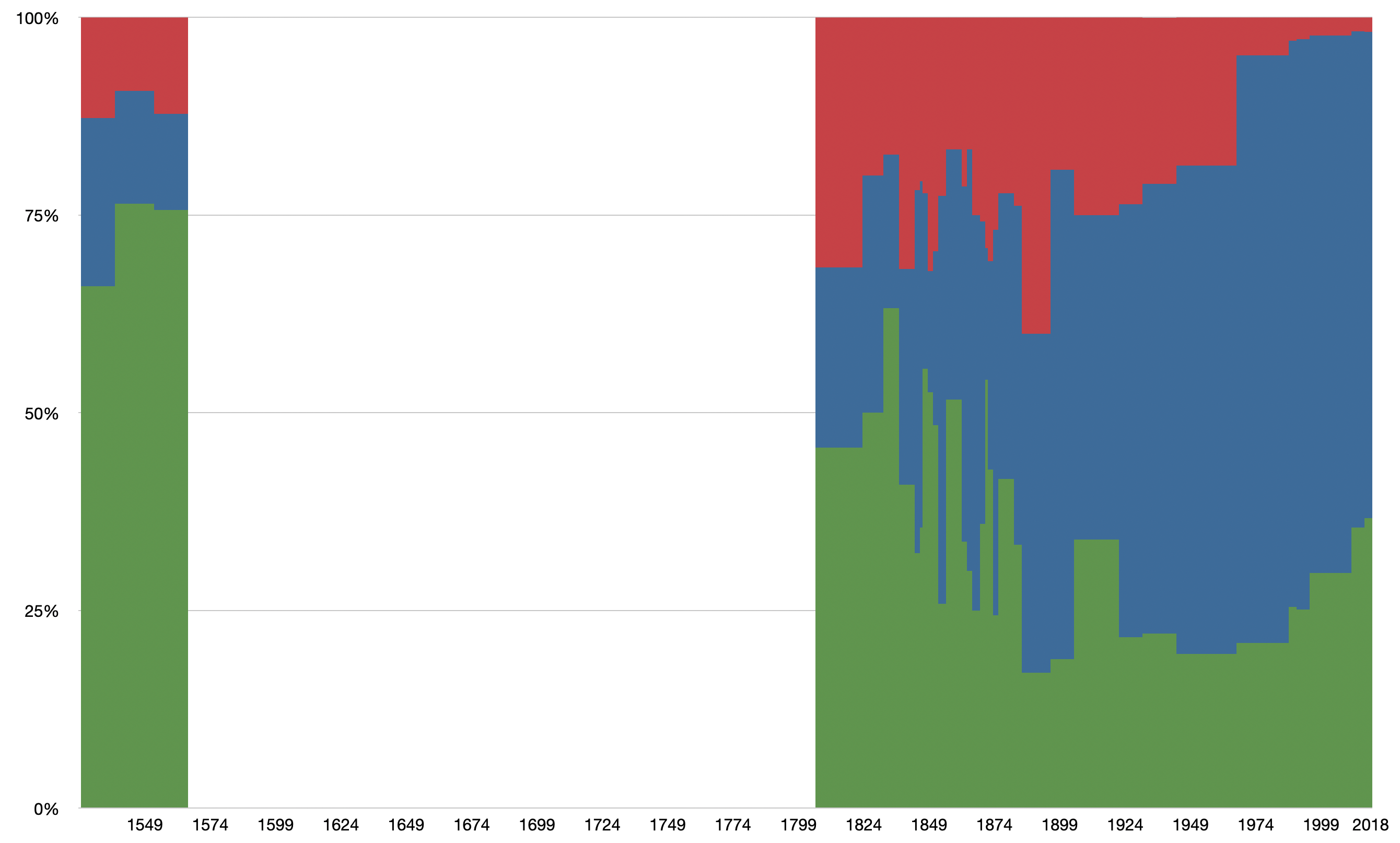
التاريخ الديموغرافي للقدس حسب الدين، بناءً على البيانات المتاحة
اللون الأحمر: مسيحيون
اللون الأزرق: يهوداللون الأخضر: مسلمون

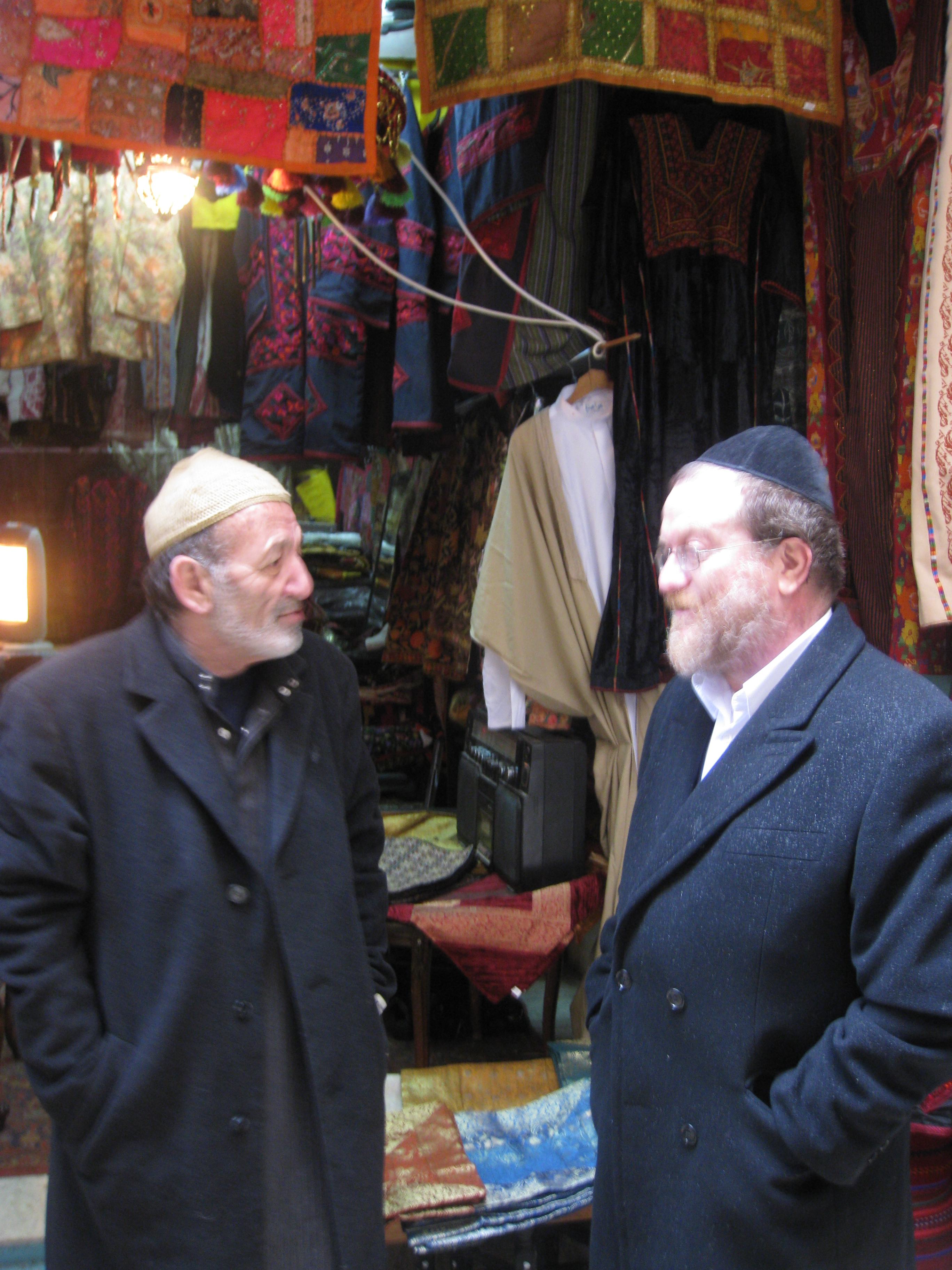
عربي ويهودي في البازار العربي، البلدة القديمة في القدس

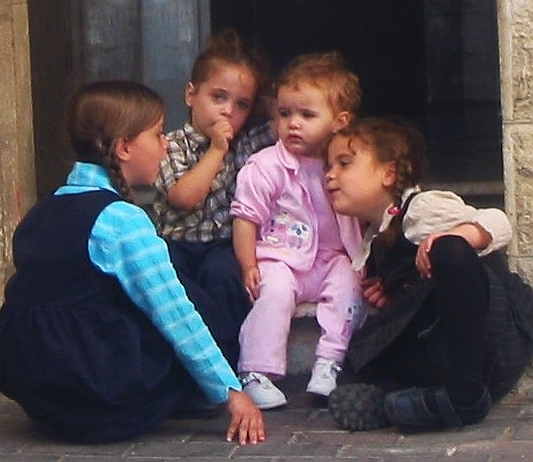
أطفال يهود وأرثوذكس في القدس

لقد تغير حجم سكان القدس وتكوينهم مرات عديدة على مدى تاريخها البالغ 5000 عام.
تستند معظم البيانات السكانية قبل عام 1905 إلى تقديرات، غالبًا من مسافرين أو منظمات أجنبية، في الماضي كانت بيانات التعداد السابقة؛ غالبًا ما تغطي مناطق أوسع مثل منطقة القدس. تشير هذه التقديرات إلى أنه منذ نهاية الحروب الصليبية، شكل المسلمون أكبر مجموعة في القدس حتى منتصف القرن التاسع عشر، ما بين عامي 1838 و 1876، يوجد عدد من التقديرات؛ التي تتعارض حول ما إذا كان اليهود أو المسلمون هم أكبر مجموعة خلال هذه الفترة، وبين عامي 1882 و 1922، تتعارض التقديرات على وجه التحديد؛ عن وقت أصبح اليهود أغلبية السكان.
في عام 2020، بلغ عدد السكان 951100 نسمة، يُشكل اليهود منهم 570100 (59.9٪)، المسلمون 353.800 (37.2٪)، المسيحيون 16.300 (1.7٪)، و10800 (1.1٪) غير مصنفين.

## ملخص
يُعد المقدسيون من طوائف قومية وعرقية ودينية مختلفة، وتشمل اليهود الأوروبيين والآسيويين والأفارقة، والعرب من المسلمين السنة الشافعية، والملكيين الأرثوذكس، والملكيين الكاثوليك، والكاثوليك اللاتينيين، وذوي الخلفية البروتستانتية، والأرمن من الأرمن الأرثوذكس والأرمن الكاثوليك، والآشوريين إلى حد كبير من الكنيسة السريانية الأرثوذكسية والكنيسة السريانية الكاثوليكية والموارنة والأقباط. العديد من هذه المجموعات كانت ذات يوم إما مهاجرين أو حجاجًا؛ ثم أصبحوا بمرور الوقت من السكان الأصليين القريبين، ويدعون أهمية القدس في إيمانهم؛ كسبب للانتقال إلى المدينة والوجود فيها.
أدى تاريخ القدس الطويل -من الفتوحات من قبل قوى متنافسة ومختلفة- إلى وجود مجموعات مختلفة تقطُن المدينة، الكثير منها لم يتعرف أو يندمج بشكل كامل مع قوة معينة، على الرغم من طول فترة حكمهم. رغم أنهم ربما كانوا مواطنين في تلك المملكة والإمبراطورية المعينة ومنخرطين في الأنشطة والواجبات المدنية، هذه المجموعات غالبًا كانت تعتبر نفسها مجموعات قومية متميزة( انظر الأرمن، على سبيل المثال). نظام الملل العثماني، حيث مُنحت الأقليات في الإمبراطورية العثمانية سلطة حكم نفسها في إطار النظام الأوسع، سمح لهذه المجموعات بالاحتفاظ بالاستقلال الذاتي والبقاء منفصلة عن المجموعات الدينية والوطنية الأخرى. يُفضل بعض السكان الفلسطينيين في المدينة استخدام مصطلح المقدسي أو القدسي كمصطلح فلسطيني.

## تاريخ السكان حسب الدين
توفر الجداول أدناه بيانات حول التغيير الديموغرافي بمرور الوقت في القدس، مع التركيز على السكان اليهود. ينبغي أن يُدرك القراء أن حدود القدس قد تغيرت عدة مرات على مر السنين وأن القدس قد تشير أيضًا إلى منطقة أو حتى منطقة فرعية تحت الإدارة العثمانية أو البريطانية أو الإسرائيلية، انظر على سبيل المثال منطقة القدس. وبالتالي، فإنه من عام لآخر قد لا تكون المقارنات صحيحة؛ بسبب المناطق الجغرافية المتفاوتة التي تغطيها التعدادات السكانية.

### الفترة الفارسية
يُقدر عدد سكان القدس خلال الحكم الفارسي في يهودا (مقاطعة يهود مديناتأ) ما بين 1500 و2750.

### يهودا( القرن الأول)
خلال الحرب اليهودية الرومانية الأولى (66-73 م)، قُدر عدد سكان القدس بنحو 600000 شخص من قبل المؤرخ الروماني تاسيتس، بينما قدر يوسيفوس أن هناك ما يصل إلى 1100000 قُتلوا في الحرب- رغم أن هذا العدد شمل أشخاصاً لا ينتمون إلى المدينة نفسها. كتب يوسيفوس أيضًا أنه تم بيع 97000 يهودي كعبيد. بعد انتصار الرومان على اليهود، تم نقل ما يصل إلى 115،880 جثة عبر بوابة واحدة بين شهري نيسان وتموز.
التقديرات الحديثة لسكان القدس خلال الحصار الروماني الأخير للقدس عام 70م مُتعددة؛ فهي 70،398 من قبل ويلكنسون في عام 1974، 80000 من قبل بروشي في عام 1978، وبين 60،000، 70،000 بواسطة ليفين في عام 2002. وفقًا ليوسيفوس، كان السكان من طوائف العلماء الذكور البالغين على النحو التالي: أكثر من 6000 فريسيين، وأكثر من 4000 إسينيين والقليل من الـصدوقيين. يُلاحظ كوكلاند- الباحث في العهد الجديد- أن "التقديرات الجديدة لسكان القدس تُشير إلى ما يقرب من مائة ألف". من وجهة نظر مبسطة؛ يُقدر هيليل جيفا من الأدلة الأثرية؛ أن عدد سكان القدس قبل تدميرها عام 70 م؛ كان 20000 على الأكثر.

### العصور الوسطى
يقول شمس الدين المقدسي، وهو من مواليد القدس في القرن العاشر وكتب قبل الحروب الصليبية، "في كل مكان للمسيحيين واليهود اليد العليا، والمسجد خالٍ من جماعة المصلين."
| سنة     | يهود  | المسلمون | مسيحيون | المجموع | المصدر الأصلي        | كما هو مقتبس في |
| ------- | ----- | -------- | ------- | ------- | -------------------- | --------------- |
| ج. 1130 | 0     | 0        | 30000   | 30000   | ؟                    | رونسيمان        |
| 1267    | 2 *   | ؟        | ؟       | ؟       | نحمانيدس، عالم يهودي |                 |
| 1471    | 250 * | ؟        | ؟       | ؟       | ؟                    | البارون         |
| 1488    | 76 *  | ؟        | ؟       | ؟       | ؟                    | البارون         |
| 1489    | 200 * | ؟        | ؟       | ؟       | ؟                    | ياري ، 1943     |

* يشير إلى العائلات.

### العصر العثماني المبكر
| سنة       | يهود  | المسلمون | مسيحيون | المجموع | المصدر الأصلي                         | كما هو مقتبس في |
| --------- | ----- | -------- | ------- | ------- | ------------------------------------- | --------------- |
| 1525-1526 | 1،194 | 3،704    | 714     | 5612    | سجلات الضرائب العثمانية *             | كوهين ولويس     |
| 1538-1539 | 1،363 | 7287     | 884     | 9534    | سجلات الضرائب العثمانية *             | كوهين ولويس     |
| 1553-1554 | 1958  | 12154    | 1956    | 16.068  | سجلات الضرائب العثمانية *             | كوهين ولويس     |
| 1596-1597 | ؟     | 8740     | 252     | ؟       | سجلات الضرائب العثمانية *             | كوهين ولويس     |
| 1723      | 2000  | ؟        | ؟       | ؟       | Van Egmont & Heyman ، مسافرون مسيحيون | [ 16 ]          |

### العصر الحديث

#### "الأغلبية النسبية" المسلمة
هنري لايت- الذي زار القدس عام 1814- ذكر أن المسلمين يشكلون الجزء الأكبر من السكان البالغ عددهم 12000 نسمة، لكن اليهود شكلوا أكبر طائفة منفردة. في عام 1818، روبرت ريتشاردسون- طبيب الأسرة في إيرل بلمور- قدر عدد اليهود بـ 10.000، أي ضعف عدد المسلمين.

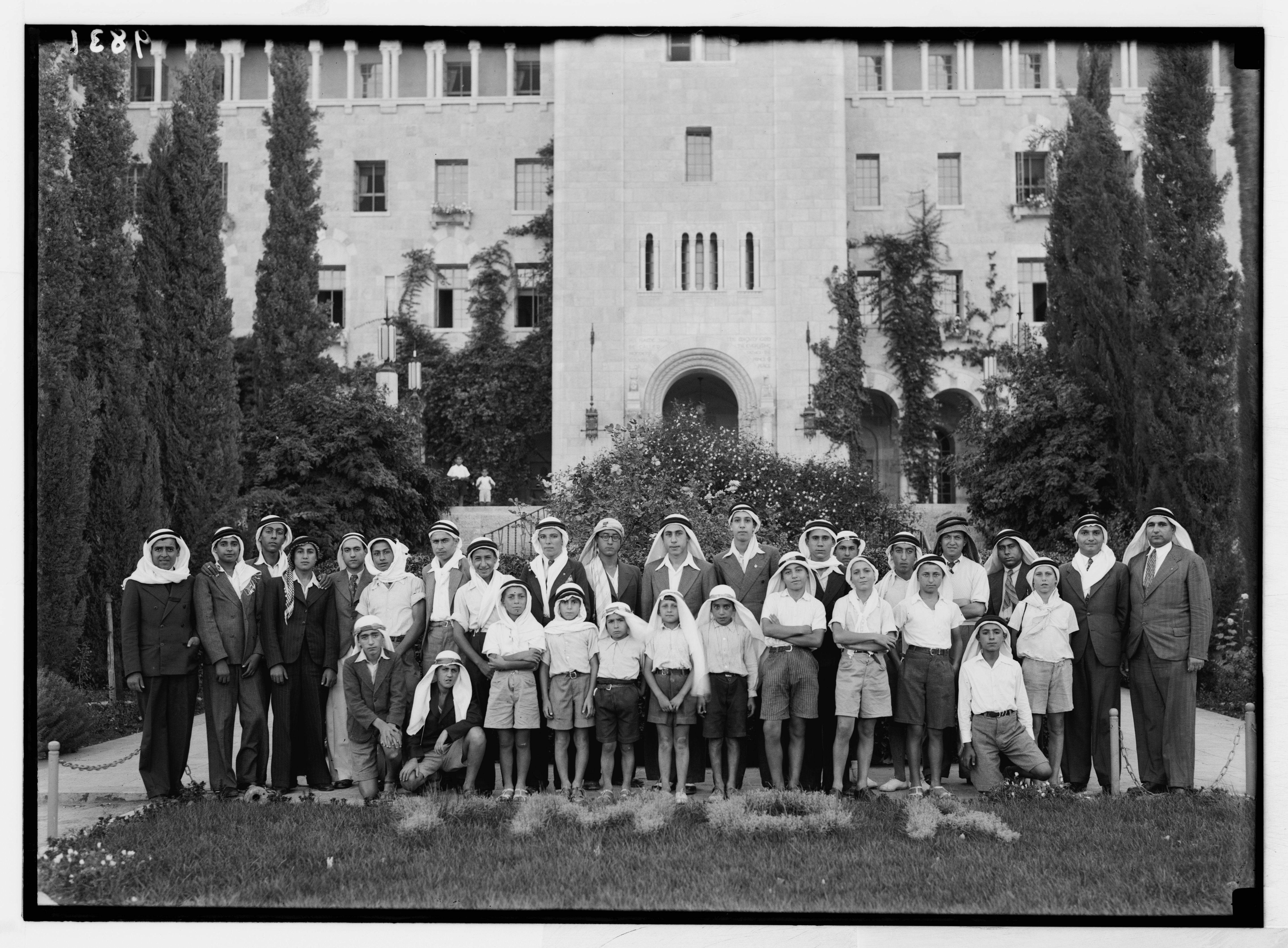
الأولاد العرب في جمعية الشبان المسيحين في القدس، 1938

| سنة  | يهود        | المسلمون | مسيحيون | المجموع | المصدر الأصلي                      | كما هو مقتبس في            |
| ---- | ----------- | -------- | ------- | ------- | ---------------------------------- | -------------------------- |
| 1806 | 2000        | 4000     | 2774    | 8774    | أولريش جاسبر سيتزن، مستكشف فريزيان | شاركانسكي ، 1996           |
| 1815 | 4000-5000   | ؟        | ؟       | 26000   | وليام تورنر                        | كارك وأورن-نوردهايم ، 2001 |
| 1817 | 3000 - 4000 | 13000    | 3250    | 19750   | توماس ر.جوليف                      | [ 24 ]                     |
| 1821 |             | > 4000   |         | 8000    | جيمس سيلك باكنغهام                 | [ 25 ]                     |
| 1824 | 6000        | 10000    | 4000    | 20000   | فيسك وكينج ، كتاب                  | [ 26 ]                     |
| 1832 | 4000        | 13000    | 3560    | 20.560  | فرديناند دي جيرامب، راهب فرنسي     | كارك وأورن-نوردهايم ، 2001 |

#### "أغلبية نسبية" مسلمة أو يهودية
بين عامي 1838 و 1876، توجد تقديرات متضاربة بخصوص كون المسلمون أو اليهود يشكلون "أغلبية نسبية"( أوأكثرية) في المدينة.
تحريراً في عام 1841، لاحظ الباحث الكتابي إدوارد روبنسون التقديرات الديموغرافية المتضاربة؛ فيما يتعلق بالقدس خلال الفترة، مشيرًا إلى تقدير عام 1839 المنسوب إلى موسى مونتفيوري: "أما بالنسبة لليهود، فقد تم إجراء التعداد المعني بأنفسهم، في انتظار الحصول على قدر معين من الصدقات عن كل اسم. لذلك من الواضح أن لديهم هنا دافعًا قويًا للمبالغة في عددهم، كما هو الحال في كثير من الأحيان في ظروف أخرى لتقليله. بجانب أن هذا الرقم 7000 يعتمد فقط على التقرير؛ لم ينشر السيد موسى نفسه شيئاً عن هذا الموضوع. ولا يمكن لوكيله في لندن أن يمدني بأي معلومات في أواخر حتى نوفمبر 1840." في عام 1843، أبلغ القس إف سي إيوالد- وهو مسافر مسيحي كان يزور القدس- عن تدفق 150 يهوديًا من الجزائر. كتب أنه كان يوجد الآن عدد كبير من اليهود من ساحل إفريقيا؛ الذين كانوا يشكلون جماعة منفصلة.
منذ منتصف خمسينيات القرن التاسع عشر، في أعقاب حرب القرم، بدأ توسع القدس خارج البلدة القديمة، حيث كانت المؤسسات بما في ذلك المجمع الروسي، وكيرم أفراهام، ودار الأيتام شنيلر، ومدرسة الأسقف جوبات، وميشكنوت شانانيم، إيذانًا ببدء الاستيطان الدائم خارج أسوار مدينة القدس القديمة.
بين عامي 1856 و 1880، تضاعفت الهجرة اليهودية إلى فلسطين، واستقرت الغالبية في القدس. غالبية هؤلاء المهاجرين كانوا من اليهود الأشكناز من أوروبا الشرقية، الذين بقوا على هالوكا.
| سنة  | يهود        | المسلمون  | مسيحيون   | المجموع         | المصدر الأصلي                                                                     | كما هو مقتبس في           |
| ---- | ----------- | --------- | --------- | --------------- | --------------------------------------------------------------------------------- | ------------------------- |
| 1838 | 3000        | 4500      | 3500      | 11000           | إدوارد روبنسون                                                                    | إدوارد روبنسون، 1841      |
| 1844 | 7،120       | 5000      | 3،390     | 15.510          | إرنست جوستاف شولتز، القنصل البروسي                                                |                           |
| 1845 | 7500        | 15000     | 10000     | 32000+          | جوزيف شوارتز                                                                      |                           |
| 1846 | 7515        | 6،100     | 3،558     | 17173           | تيتوس توبلر، مستكشف سويسري                                                        | كارك وأورن-نوردهايم، 2001 |
| 1847 | 10000       | 25000     | 10000     | 45000           | تقديرات القنصل الفرنسي                                                            | الكسندر شولش، 1985        |
| 1849 | 895         | 3،074     | 1872      | 5841            | التعداد العثماني الرسمي الذي حصل عليه القنصل البروسي جورج روزين ، يظهر رعايا ذكور | الكسندر شولش، 1985        |
| 1849 | 2،084       | ؟         | ؟         | ؟               | تعداد موسى مونتفيوري، يظهر عدد العائلات اليهودية                                  |                           |
| 1850 | 13860       | ؟         | ؟         | ؟               | د. آشر، الرابطة الأنجلو يهودية                                                    |                           |
| 1851 | 5،580       | 12286     | 7،488     | 25354           | التعداد الرسمي(المواطنون العثمانيون فقط)                                          | كارك وأورن-نوردهايم، 2001 |
| 1853 | 8000        | 4000      | 3،490     | 15،490          | سيزار فامين، دبلوماسي فرنسي                                                       | المجاعة                   |
| 1856 | 5700        | 9300      | 3000      | 18000           | لودفيج أوغست فون فرانكل، كاتب نمساوي                                              | كارك وأورن-نوردهايم، 2001 |
| 1857 | 7000        | ؟         | ؟         | من 10 إلى 15000 | دورية همجيد                                                                       | كارك وأورن-نوردهايم، 2001 |
| 1862 | 8000        | 6000      | 3800      | 17800           | دورية هكرمل                                                                       | كارك وأورن-نوردهايم، 2001 |
| 1864 | 8000        | 4500      | 2500      | 15000           | القنصلية البريطانية                                                               | دور جولد، 2009            |
| 1866 | 8000        | 4000      | 4000      | 16000           | دليل السفر جون موراي                                                              | كارك وأورن-نوردهايم، 2001 |
| 1867 | ؟           | ؟         | ؟         | 14000           | مارك توين، الأبرياء في الخارج، الفصل 52                                           |                           |
| 1867 | 4000 - 5000 | 6000      | ؟         | ؟               | إلين كلير ميلر، التبشيرية                                                         |                           |
| 1869 | 3200 *      | غير متوفر | غير متوفر | غير متوفر       | الحاخام HJ Sneersohn                                                              | نيويورك تايمز             |
| 1869 | 9000        | 5000      | 4000      | 18000           | جمعية المعونة المسيحية العبرية المتبادلة                                          |                           |
| 1869 | 7،977       | 7500      | 5373      | 20،850          | ليفين دي هام، مبشر فرنسيسكاني                                                     | كارك وأورن-نوردهايم، 2001 |
| 1871 | 4000        | 13000     | 7000      | 24000           | دليل السفر كارل بيديكر                                                            | كارك وأورن-نوردهايم، 2001 |
| 1872 | 3،780       | 6،150     | 4،428     | 14358           | الاسم العثماني (سجلات رسمية) للفترة 1871-1872                                     | الكسندر شولش، 1985        |
| 1874 | 10000       | 5000      | 5،500     | 20500           | القنصل البريطاني في القدس يقدم تقريرا لمجلس العموم                                | الأوراق البرلمانية        |
| 1876 | 13000       | 15000     | 8000      | 36000           | برنارد نيومان                                                                     | كارك وأورن-نوردهايم، 2001 |

#### اليهود كأغلبية مطلقة أو نسبية
نُشر في عام 1883، مجلد مسح جغرافيا فلسطين- الذي غطى المنطقة- لاحظ أن "عدد اليهود قد ازداد مؤخرًا بمعدل 1000 إلى 1500 سنويًا. منذ عام 1875، ازداد عدد سكان القدس بشكل سريع. عدد اليهود يقدر عددهم الآن بين 15000 و 20000، ويبلغ عدد السكان- بما فيهم سكان الضواحي الجديدة- حوالي 40.000 نسمة "
| سنة  | يهود               | المسلمون | مسيحيون | المجموع | المصدر الأصلي                                    | كما هو مقتبس في            |
| ---- | ------------------ | -------- | ------- | ------- | ------------------------------------------------ | -------------------------- |
| 1882 | 9000               | 7000     | 5000    | 21000   | ويلسون                                           | كارك وأورن-نوردهايم ، 2001 |
| 1883 | من 15000 إلى 20000 | ؟        | ؟       | 40000   | مسح PEF لفلسطين                                  | مسح PEF لفلسطين            |
| 1885 | 15000              | 6000     | 14000   | 35000   | جولدمان                                          | كارك وأورن-نوردهايم ، 2001 |
| 1893 | > 50٪              | ؟        | ؟       | ~ 40000 | ألبرت شو ، كاتب                                  | شو ، 1894                  |
| 1896 | 28112              | 8560     | 8748    | 45420   | تقويم فلسطين لسنة 5656                           | هاريل وستيندل، 1974        |
| 1905 | 13300              | 11000    | 8100    | 32400   | التعداد العثماني 1905 (المواطنون العثمانيون فقط) | أوشميلز                    |
| 1922 | 33971              | 13413    | 14669   | 62،578  | تعداد فلسطين (بريطاني)                           | هاريل وستيندل، 1974        |
| 1931 | 51،200             | 19900    | 19300   | 90.053  | تعداد فلسطين (بريطاني)                           | هاريل وستيندل، 1974        |
| 1944 | 97000              | 30600    | 29400   | 157000  | ؟                                                | هاريل وستيندل، 1974        |
| 1967 | 195700             | 54963    | 12،646  | 263307  |                                                  | هاريل، 1974                |

### بعد قانون القدس
| سنة  | يهود    | المسلمون | مسيحيون | المجموع | نسبة السكان اليهود | المصدر الأصلي                   |
| ---- | ------- | -------- | ------- | ------- | ------------------ | ------------------------------- |
| 1980 | 292300  | ؟        | ؟       | 407100  | 71.8٪              | بلدية القدس [ بحاجة لمصدر ]     |
| 1985 | 327.700 | ؟        | ؟       | 457.700 | 71.6٪              | بلدية القدس                     |
| 1987 | 340.000 | 121000   | 14000   | 475000  | 71.6٪              | بلدية القدس                     |
| 1988 | 353،800 | 125،200  | 14400   | 493500  | 71.7٪              | بلدية القدس                     |
| 1990 | 378200  | 131.800  | 14400   | 524.400 | 72.1٪              | بلدية القدس                     |
| 1995 | 417100  | 182.700  | 14100   | 617000  | 67.6٪              | بلدية القدس                     |
| 1996 | 421،200 | ؟        | ؟       | 602100  | 70.0٪              | بلدية القدس                     |
| 2000 | 448800  | ؟        | ؟       | 657500  | 68.3٪              | بلدية القدس                     |
| 2004 | 464500  | ؟        | ؟       | 693200  | 67.0٪              | بلدية القدس                     |
| 2005 | 469300  | ؟        | ؟       | 706400  | 66.4٪              | بلدية القدس                     |
| 2007 | 489480  | ؟        | ؟       | 746300  | 65.6٪              | بلدية القدس                     |
| 2011 | 497000  | 281000   | 14000   | 801000  | 62.0٪              | مكتب الإحصاء المركزي الإسرائيلي |
| 2015 | 524.700 | 307300   | 12400   | 857800  | 61.2٪              | مكتب الإحصاء المركزي الإسرائيلي |
| 2016 | 536600  | 319800   | 15800   | 882.700 | 60.8٪              | مكتب الإحصاء المركزي الإسرائيلي |
| 2017 | 546100  | 328600   | 15900   | 901300  | 60.6٪              | معهد القدس لبحوث السياسات       |
| 2018 | 555800  | 336،700  | 16000   | 919400  | 60.5٪              | معهد القدس لبحوث السياسات       |
| 2019 | 563200  | 345800   | 16200   | 936400  | 60.1٪              | معهد القدس لبحوث السياسات       |
| 2020 | 570100  | 353،800  | 16300   | 951100  | 59.9٪              | معهد القدس لبحوث السياسات       |

اعتبارًا من 24 مايو 2006، كان عدد سكان القدس 724000 (حوالي 10٪ من إجمالي سكان إسرائيل)، منهم 65.0٪ يهود (40٪ منهم يعيشون في القدس الشرقية)، 32.0٪ مسلمون (جميعهم تقريبًا يعيشون في القدس الشرقية) و 2٪ مسيحيون. 35٪ من سكان المدينة هم من الأطفال الذين تقل أعمارهم عن 15 عامًا. في عام 2005، كان بالمدينة 18600 مولود جديد.
تشير هذه الإحصائيات الإسرائيلية الرسمية إلى بلدية إسرائيل الموسعة في القدس. لا يشمل ذلك مساحة البلديات الإسرائيلية والأردنية قبل عام 1967 فحسب، بل يشمل أيضًا القرى والأحياء الفلسطينية النائية شرق المدينة، والتي لم تكن جزءًا من القدس الشرقية الأردنية قبل عام 1967. أظهرت البيانات الديموغرافية من 1967 إلى 2012 نموًا مستمرًا للسكان العرب، بالأرقام النسبية أو المُطلقة، وانخفاض حصة السكان اليهود في إجمالي عدد سكان المدينة. في عام 1967، كان اليهود 73.4٪ من سكان المدينة، بينما تقلص عدد السكان اليهود في عام 2010 إلى 64٪. في نفس الفترة، ارتفع عدد السكان العرب من 26.5٪ عام 1967 إلى 36٪ عام 2010. في عام 1999، بلغ معدل الخصوبة الكلية لليهود 3.8 طفل لكل امرأة، فيما بلغ المعدل الفلسطيني 4.4. أدى هذا إلى مخاوف من أن العرب سيصبحون في نهاية المطاف أغلبية سكان المدينة.
بين عامي 1999 و 2010، عكست الاتجاهات الديموغرافية نفسها، تزايد معدل الخصوبة لدى اليهود وتناقص المعدل العربي. بالإضافة إلى ذلك، ازداد بشكل مُطرد عدد المهاجرين اليهود من الخارج؛ الذين اختاروا الاستقرار في القدس. بحلول عام 2010، كان هناك معدل نمو يهودي أعلى من معدل النمو العربي. في ذلك العام، تم تحديد معدل الولادة في المدينة عند 4.2 طفل للأمهات اليهوديات، مقارنة بـ 3.9 طفل للأمهات العربيات. بالإضافة إلى ذلك، استقر في القدس 2250 مهاجرًا يهوديًا من الخارج. يُعتقد أن معدل الخصوبة لدى اليهود لا يزال في ازدياد حاليًا، فيما بقي معدل الخصوبة لدى العرب في انخفاض.
في عام 2016، بلغ عدد سكان القدس 882.700 نسمة، يُشكل اليهود منهم 536.600 (60.8٪)، والمسلمون 319.800 (36.2٪)، والمسيحيون   15.800 (1.8٪) ، و10300 (1.2٪) غير مصنفين.

### بيبلوغرافيا
- Jewish National Council (1947). "First Memorandum: historical survey of the waves of the number and density of the population of ancient Palestine; Presented to the United Nations in 1947 by Vaad Leumi on Behalf of the Creation of a Jewish State" (PDF). مؤرشف من الأصل (PDF) في 2012-03-08.
- Jewish National Council (1947). "Second Memorandum: historical survey of the Jewish population in Palestine from the fall of the Jewish state to the beginning of zionist pioneering; Presented to the United Nations in 1947 by Vaad Leumi on Behalf of the Creation of a Jewish State" (PDF). مؤرشف من الأصل (PDF) في 2012-03-08.
- Jewish National Council (1947). "Third Memorandum: historical survey of the waves of Jewish immigration into Palestine from the arab conquest to the first zionist pioneers; Presented to the United Nations in 1947 by Vaad Leumi on Behalf of the Creation of a Jewish State" (PDF). مؤرشف من الأصل (PDF) في 2011-07-08.
- Salo Baron, A Social and Religious History of the Jews, Columbia University Press, 1983.
- "Table III/14 – Population of Jerusalem, by Age, Quarter, Sub-Quarter, and Statistical Area, 2003" (PDF). Statistical Yearbook of Jerusalem. 2004. مؤرشف من الأصل (PDF) في 2009-09-24. اطلع عليه بتاريخ 2006-02-27.
- Israeli Central Bureau of Statistics information page
- Jerusalem: Jewish, Muslim, and Christian Population (1910–2000) at israelipalestinianprocon.org
- Bruce Masters, Christians And Jews In The Ottoman Arab World, Cambridge University Press, 2004.
- Population of Jerusalem until 1945 (Table 10) at mideastweb.org
- United Nations (1983). "International Conference on the Question of Palestine—The Status of Jerusalem". United Nations Information System on the Question of Palestine. مؤرشف من الأصل في 2007-02-13. اطلع عليه بتاريخ 2006-02-26.
- "Jerusalem". Time. 16 أبريل 2001. مؤرشف من الأصل في 2001-04-13. اطلع عليه بتاريخ 2006-03-25.
- Runciman, Steven (1980). The First Crusade. Cambridge. (ردمك 0-521-23255-4)ISBN 0-521-23255-4.
- Martin Gilbert (1987). "Jerusalem Illustrated History Atlas". ص. 35. مؤرشف من الأصل في 2010-07-29. اطلع عليه بتاريخ 2010-12-22.
- Palestinian Academic Society for the Study of International Affairs (2002). "Jerusalem: Special Bulletin" (PDF). مؤرشف من الأصل (PDF) في 2006-10-04. اطلع عليه بتاريخ 2006-02-27.
- United Nations (1997). "The Status of Jerusalem". UNISPAL. Division for Palestinian Rights. Prepared for, and under the guidance of, the Committee on the Exercise of the Inalienable Rights of the Palestinian People. مؤرشف من الأصل في 2001-11-25. اطلع عليه بتاريخ 2006-02-26.
- Mark Twain (1867). "Innocents Abroad". مؤرشف من الأصل في 2020-07-29. اطلع عليه بتاريخ 2014-02-09.
- Scholch، Alexander (1985). "The Demographic Development of Palestine". International Journal of Middle East Studies. ج. 17 ع. 4: 485–505. DOI:10.1017/s0020743800029445. JSTOR:163415.